# Молотов, Евгений Павлович
Евгений Павлович Молотов (31 декабря 1929, Харьков — 27 июня 2021, Москва) —  специалист в области радиотехнических комплексов управления космическими аппаратами, доктор технических наук, профессор, лауреат  Государственной премии СССР.

## Биография
Родился 31 декабря 1929 года в Харькове.
В 1952 году окончил Киевский политехнический институт и поступил на работу в  НИИ-885.
Был разработчиком и испытателем систем радиоуправления ракет Р-5 и Р-7. Руководил разработкой комплексов наземной аппаратуры проектов: «Глонасс», Коспас-Сарсат,  Луноход, Вега,  «Поиск» и ряда других программ.
В конце карьеры — главный научный сотрудник отделения по созданию специальных наземных комплексов АО РКС.
Скончался 27 июня 2021 года. Похоронен на Введенском кладбище.

## Награды
- Государственная премия СССР (1986)[2]
- «Орден Знак почёта»
- «Орден Октябрьской Революции»
- Знак «Почётный радист»

## Избранная библиография
- Молотов Е. П. Наземные радиотехнические системы управления космическими аппаратами. — М.: Физматлит, 2004. — 254 с. — ISBN 5-9221-0492-6.
- Молотов Е. П., Тимофеев Ю. А. Воспоминания об отдельных событиях эпохи освоения Луны в рамках советской программы Е-8, Е-8/5 и программы США «Аполлон» // РАКЕТНО-КОСМИЧЕСКОЕ ПРИБОРОСТРОЕНИЕ И ИНФОРМАЦИОННЫЕ СИСТЕМЫ : журнал. — 2019. — Т. 6, № 4. — С. 97—101. Архивировано 10 июня 2020 года.